# ニッキー・キャンベル
ニッキー・キャンベル（Nikki Campbell　1980年9月9日 - ）は、オーストラリア出身の女子プロゴルファー。

## 来歴
アマチュアの時代からオーストラリアで数々の大会で優勝し、2002年に全豪女子オープンでローアマになった後にプロ転向を宣言。日本女子ツアーには2003年から参戦し、2006年の賞金ランキング12位を最高に、毎年、シード権を獲得している。
日本の男子プロゴルフツアーに参戦しているクリス・キャンベルは実兄である。